# Барун (посёлок)
Бару́н (калм. Барун) — посёлок (сельского типа) в Юстинском районе Калмыкии, административный центр Барунского сельского муниципального образования. Посёлок расположен в 87 км к востоку от районного центра посёлка Цаган-Аман.
Население — 704 чел. (2010).

## Название
Название имеет монгольское происхождение и переводится на русский язык как «правый» или «западный». Скорее всего, название связано с тем, что посёлок располагался на западе Багацохуровского улуса.

## История
Основан в конце XIX века в урочище Харан-Худук. В 1888 году на общественные средства решением схода Бага-Цохуровского улуса в Харан-Худуке открылась мужская школа на 25 мест. В 1919 году преобразована в Баруновскую аймачную школу (с 1928 года — Баруновская школа).
14 марта 1930 года состоялось собрание граждан ставки Харан-Худуг Барунского сельского общества на котором был рассмотрен примерный Устав сельскохозяйственной артели. В марте 1930 года Барунский сельсовет Багацохуровского улуса вошел в состав Сарпинского улуса. Во второй половине 1930 года был создан колхоз «Ахуч Бюль».
28 декабря 1943 года население было депортировано по национальному признаку — калмыки. Посёлок был передан в состав Астраханской области.
На послевоенных картах использовалось название Баруны. На картах 1950 и 1956 использовалось название Присарпинский.
В 1956 году в посёлок начали возвращаться калмыки. В 1957 году на основании Указа Президиума ВС СССР от 09.01.1957 года «Об образовании Калмыцкой автономной области в составе РСФСР» посёлок возвращён в состав Калмыкии. После восстановления Калмыцкой автономии здесь был образован совхоз «Барун». В 1977 году совхоз «Барун» Юстинского района вошёл в состав нового 13-го района — Октябрьского района Калмыцкой АССР. В 1988 году на основании ходатайства жителей Барун был вновь передан Юстинскому району.

## Физико-географическая характеристика
Посёлок расположен на северо-востоке Юстинского района, в пределах Сарпинской низменности, являющихся частью Прикаспийской низменности. Средняя высота над уровнем моря — 4 м. Рельеф местности равнинный. В 1,5 км к северу от посёлка проходит канал Главный сброс Калмыцко-Астраханской рисовой оросительной системы. Почвенный покров комплексный: распространены бурые солонцеватые и солончаковые почвы и солонцы (автоморфные)
По автомобильной дороге расстояние до столицы Калмыкии города Элиста составляет 250 км, до районного центра посёлка Цаган-Аман — 87 км.
Климат
Согласно классификации климатов Кёппена-Гейгера тип климата — семиаридный. Среднегодовая температура воздуха положительная и составляет + 9,1 °C, средняя температура самого холодного месяца января - 6,9 °C, самого жаркого месяца июля + 25,0 °C. Расчётная многолетняя норма осадков — 287 мм, наименьшее количество выпадает в марте (17 мм), наибольшее в июне (31 мм).
Часовой пояс
Барун, как и вся Республика Калмыкия, находится в часовой зоне МСК (московское время). Смещение применяемого времени относительно UTC составляет +3:00.

## Население
| 1989  |
| ----- |
| ≈1300 |

| 2002 | 2010 |
| ---- | ---- |
| 691  | ↗704 |

Национальный состав
Согласно результатам переписи 2002 года большинство населения посёлка составляли калмыки (94 %)
| Национальность | Численность (2010) | Процент |
| -------------- | ------------------ | ------- |
| Калмыки        | 634                | 91,1%   |
| Русские        | 47                 | 6,8%    |
| Казахи         | 12                 | 1,7%    |
| Корейцы        | 3                  | 0,4%    |
| Всего          | 696                | 100%    |

## Образование
В посёлке имеется одна школа МОУ «Барунская средняя школа» (БСШ). В школе на 2010 год обучаются 90 учеников.

## Достопримечательности
- Ступа Просветления — открыта в 2011 году[17].